# Vilma Rudzenskaite
Vilma Rudzenskaite, född den 13 december 1966, är en litauisk orienterare som tog EM-brons i stafett 2002.